# Ipot
ipot（アイポット）は、埼玉県入間市にある複合娯楽施設。

## 概要
入間市駅南口から埼玉県道226号入間市停車場線沿いに徒歩7分、国道463号との交差点に隣接する。シネマコンプレックスのローソン・ユナイテッドシネマ（後述）をはじめ、カレーハウスCoCo壱番屋入間アイポット店、等が入っている。日本海庄や 入間アイポット店ローソン入間豊岡一丁目店が入っていたこともあるが、今は閉店している。かつてはゲームセンターTAITO STATION入間店もあったが、2008年10月19日に閉店。その後2024年7月19日にGiGOクレーンゲームオアシス入間店がオープンしている。
ipot、SAIOS、丸広百貨店入間店のそれぞれの2階は、ペデストリアンデッキ（さんかくはし）でつながっている。
駐車場は、向かいに立つSAIOSとの2棟について共通利用となっていて、建物内に精算機があり事前精算も可能になっている。
2009年春には、1〜2Fフロアにパチンコ・スロット・遊楽 ガーデングループの「ガーデン入間」がオープンしたが、2011年9月に撤退。
2012年5月、1〜2Fフロアに別法人の宮城県・秋田県・茨城県・栃木県・群馬県・埼玉県にて15店舗パチンコ・スロット店をチェーン店展開しているカツヨシ商事 メルヘンワールドグループの「メルヘンワールド入間店」が駅前最大級全622台大型低貸専門店としてオープンしたが、2022年1月閉店した。

## ローソン・ユナイテッドシネマ入間
ローソン・ユナイテッドシネマ入間（ローソン・ユナイテッドシネマいるま）は、ipotの3 - 4階部分に所在するシネマコンプレックス（映画館）。
2000年のipot開業と同時に『ユナイテッド・シネマ入間』の名称でオープン。埼玉県及び関東地方初のユナイテッド・シネマで、現法人としては20世紀最後の新規開業施設でもある。また入間市豊岡方面にとっては町制時代の1946年頃から1963年頃まで存在していた『豊岡座』以来、37年ぶりの映画館復活となった。
2015年12月4日にはスクリーン1を4DXシアターに改修。埼玉県としてはユナイテッドシネマ春日部（ララガーデン春日部内）に続く2サイト目である。
入間市を舞台にした宮岡太郎監督作「ラストサマーウォーズ」は2022年6月24日に当館で先行上映され、上映初日には宮岡監督と長妻怜央・井上小百合ら出演者による舞台挨拶も行われた。なお、宮岡監督は次作「ガールズドライブ」の先行プレミア上映会で2023年11月2日に当館を再び訪れている。
2024年3月1日のローソン・ユナイテッドシネマ株式会社への社名変更に伴い、開館から24年を経た同年12月20日より『ローソン・ユナイテッドシネマ入間』に改称。同時に全スクリーン内のシートを一新した。残る埼玉県内のユナイテッド・シネマ及びシネプレックス全サイトも2025年度中にローソン・ユナイテッドシネマへの屋号変更を予定している。
| SCREEN No. | 座席数 | スクリーンサイズ | 備考           |
| ---------- | ------ | ---------------- | -------------- |
| 1          | 108    | 4.0m×7.3m        | 4DXシアター    |
| 2          | 206    | 4.2m×10.1m       |                |
| 3          | 173    | 4.2m×10.2m       |                |
| 4          | 118    | 4.2m×7.9m        |                |
| 5          | 85     | 3.5m×6.5m        |                |
| 6          | 222    | 4.4m×10.6m       |                |
| 7          | 118    | 4.0m×9.6m        | 3Dデジタル対応 |
| 8          | 185    | 4.6m×11.0m       |                |
| 9          | 291    | 5.2m×12.5m       | 3Dデジタル対応 |

## 周辺施設
- 入間市駅
- 入間ショッピングプラザ サイオス
- 丸広百貨店入間店
- 埼玉県立豊岡高等学校